# Архитектура Барнаула
Барнаул с самого своего основания в 1730-е годы застраивался по единому «регулярному» плану: параллельно-перпендикулярное расположение улиц дало повод назвать их линиями, как в Санкт-Петербурге. Профессиональные архитекторы А. И. Молчанов и Я. Н. Попов, которые формировали облик Барнаула, были учениками и последователями известных русских архитекторов Д. Кваренги и К. Росси. Историческая часть города проходит от улицы Радищева до левого берега реки Оби с запада на восток и от улицы Партизанской до Нагорного парка с севера на юг и насчитывает 169 памятников архитектуры — свидетелей появления и развития города.

## Горнозаводской период

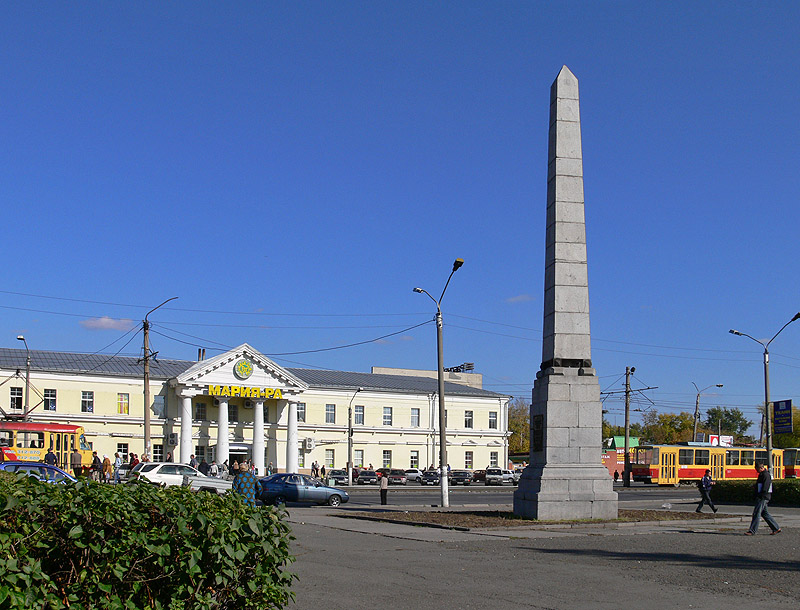
Демидовская площадь

В городе более двух десятков памятников архитектуры и истории XVIII и первой половины XIX века, выдержанных в традициях классицизма. Частично сохранился комплекс меде-сереброплавильного завода (с 1899 года в его корпусах размещалась спичечная фабрика), включавший в себя плотину, пруд, плавильные фабрики, кузницу, административное здание. Существуют планы по его реконструкции в качестве историко-культурного или музейного комплекса. Вокруг комплекса зданий градообразующего предприятия появлялись слободы и городские кварталы. Ансамбль Демидовской площади, прозванный барнаульцами «уголок Петербурга», был создан в 1820—1850 годах и сохранился практически без изменений. Название площади дал обелиск в честь 100-летия горного дела на Алтае — 14-метровый Демидовский столп, сложенный из блоков серого гранита, обработанного на Алтае.
Через Демидовскую площадь проходит одна из старейших улиц города — Ползунова. На ней сохранились постройки конца XVIII и первой половины XIX века. Здание Канцелярии Колывано-Воскресенских заводов (Ползунова, 41), переведённой в Барнаул из Колывани, было построено в 1794 году. Оно является редким в Сибири памятником общественной архитектуры конца XVIII века. Рядом с Канцелярией находится здание бывшего инструментального магазина Барнаульского завода (Ползунова, 39). Авторами этой двухэтажной кирпичной постройки жёлтого цвета (1-я половина XIX века) являются архитекторы А. И. Молчанов и Я. Н. Попов. Магазин предназначался для хранения заводских инструментов, материалов и заводской казны. Рядом по проекту Я. Н. Попова была построена каменная ограда с декоративными портиками, их можно увидеть и сегодня. На этой же улице (Ползунова, 46) расположено здание бывшей Горной лаборатории (1845—1848). Сегодня в двухэтажном кирпичном доме, построенном архитектором Я. Н. Поповым, располагается Алтайский государственный краеведческий музей, старейший музей Сибири. По этой же стороне улицы сохранилось здание горной аптеки (Ползунова, 42), возведённой в 1794 году. Далее улица Ползунова пересекает площадь Свободы, где установлен памятный знак в честь И. И. Ползунова. Раньше на этой площади стоял первый каменный собор Барнаула — Петропавловский.

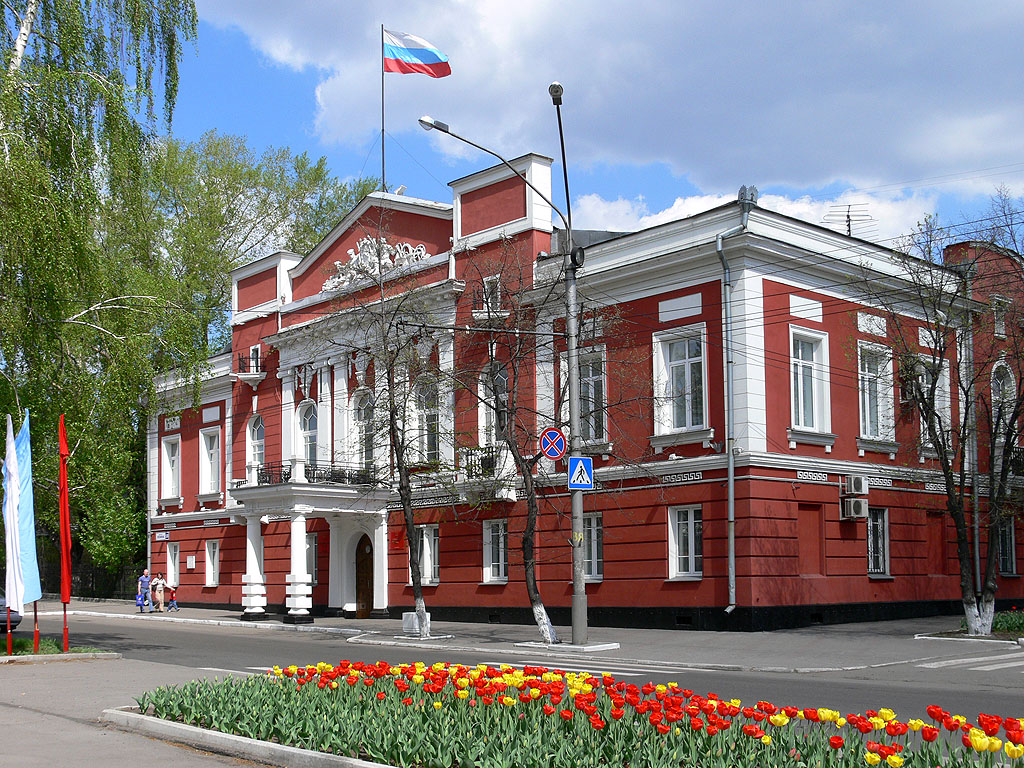
Дом начальника горного округа,
пр. Ленина, 18

 Он был построен в 70-х годах XVIII века на месте более старой деревянной церкви. Автором проекта стал архитектор Д. П. Маулов, приверженец стиля барокко. Храм разобран в 1935 году.
В XVIII и XIX веках жилые постройки были в основном деревянными. На протяжении всего XVIII века строения при горных заводах состояли из «клетских и пятистенных изб», из домов «со связью» в конструкциях и декоре, характерных для народного зодчества. Все кварталы разделялись на прямоугольные участки 16—25 м на 42 м, где возводились дома со службами и огородами. Дома ставились «гнёздами» — по два смежных дома, а позднее участки застраивались одиночными дворами, разделёнными друг от друга на 20—35 м. Вопреки образцовым чертежам на улицу часто выходили торцы жилых домов. Но с начала XIX века заводские жилые здания ставились своими фасадами вдоль улицы. Парадные крыльца выходили на улицу. Деревянный город производил цельное впечатление благодаря однородности строительного материала, типологичности построек, элементов конструкций и композиций, определяемых единым модулем — шестиметровым бревном. К настоящему времени не сохранилось ни одного жилого дома первой половины XIX века. Они были уничтожены многочисленными пожарами или разрушены от времени.

## Купеческий период

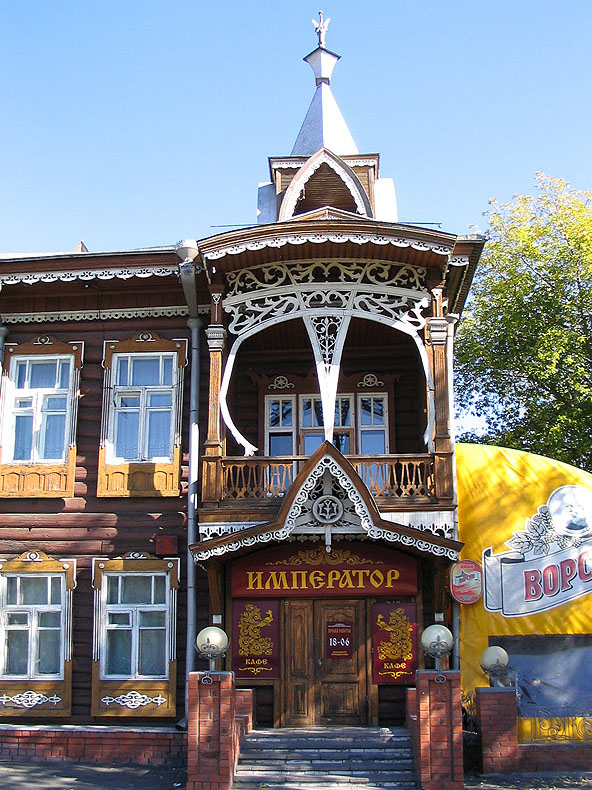
Дом купцов Шадриных,
пр. Красноармейский, 8

С середины XIX и вплоть до начала XX века в городской застройке доминировала эклектика. Образцом Барнаульской эклектики может служить застройка ул. Толстого, на которой были выстроены магазины купцов Морозова, Смирнова.
Самым крупным торговым зданием в Барнауле в этот период был пассаж Смирнова. П-образное в плане, здание занимало целый квартал на Московском проспекте, выходя двумя другими фасадами на улицы Иркутскую (ныне ул. Пушкина) и Кузнецкую (ныне ул. Гоголя). Двухэтажный в центре, трёхэтажный в боковых крыльях, увенчанный куполами, со шпилями, с большими витражами пассаж был типичным образцом эклектики. Однако здание не сохранилось.
Другими примерами эклектики служат гимназия Будкевич, усадьба инженера А. Лесневского, а также торговый дом Полякова (универмаг «Красный»). Последнее является памятником архитектуры начала XX века, построенное в 1913 году (пр. Ленина, 12) — двухэтажное П-образное в плане неоштукатуренное здание из красного кирпича. Высокое качество и разнообразные способы кладки, цвет красного кирпича, древнерусские формы, тактично применённые в силуэте здания и в пластике главных фасадов, их симметрия и ритм, металлические ажурные кронштейны и балюстрады — всё это создаёт целостный и достаточно выразительный образ в русском национальном стиле. При постройке здания были использованы железобетонные конструкции перекрытий и перемычек.
Здание Народного дома в Барнауле, объединявшего театр, библиотеку, студии, строило «Общество попечения о начальном образовании». Проект был заказан столичному академику И. П. Ропету — приверженцу русского национального стиля. Фасад решён в русском стиле, декорирован кокошниками, мелкими витыми колонками, «плетёнкой», наличниками, сложно профилированными тягами и другими мотивами, заимствованными в архитектуре Руси XVII века. Строительство велось без авторского надзора, с отклонениями от проекта. Первоначально фасад был отделан красным кирпичом. Здание многократно перестраивалось, последняя реконструкция проведена в 2007 году.
Стиль модерн проникает в Барнаул на рубеже XIX — XX веков. Наиболее полно черты модерна проявились в некоторых кирпичных зданиях: телефонной станции (Интернациональная, 74), в ряде купеческих особняков, жилых зданий (Никитина, 90, Никитина, 78).
Типичным образцом жилой архитектуры начала XX века в формах эклектики с элементами модерна является дом на пересечении улицы Никитина, 78 и проспект Ленина. Жилой дом 1917 года постройки имеет градостроительное значение, поскольку оформляет угол двух ведущих магистралей города. Двухэтажное, кирпичное, с цоколем, почти квадратное в плане, с небольшим внутренним двориком со стороны северного фасада. Кровля железная.

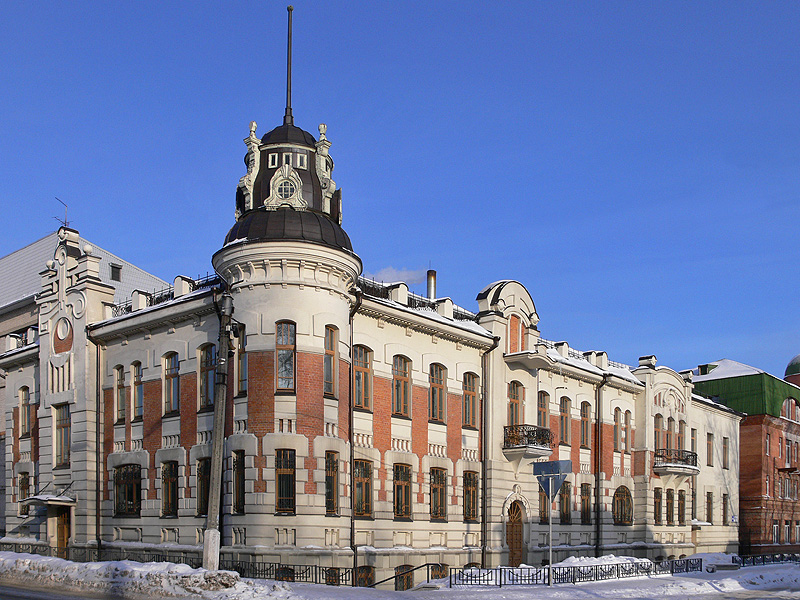
Дом купцов Яковлева С. Я. и Полякова И. И., ул. Короленко, 50

Одной из заметных построек XX века в стиле модерн является бывший дом купцов Яковлева С. Я. и Полякова И. И. (памятник федерального значения) на пересечении улиц Горького и Короленко. Это двухэтажное здание с полуподвалом каменной постройки на ленточном фундаменте и сложной крышей. Оно хорошо вписывалось в кварталы купеческих застроек исторической части города и в своём угловом решении являлось необходимой доминантой градостроительной архитектурной планировки.
Поздние постройки внесли некоторые нарушения в восприятие эстетики здания неадекватными масштабами и стилистикой объектов. Особенно пристройка 1977 года по ул. Горького, где четырёхэтажная коробка нового здания поставлена вплотную к старому, подавляет его массой объёма, высотой и отсутствием стилистического архитектурного перехода. Подавляет доминантную нагрузку этого памятника и выдвинутое в улицу напротив сооружение стадиона «Динамо». Таким образом, градостроительный узел вокруг данного архитектурного объекта был нарушен. Фасад оформлен на цветном контрасте белого и красного (сохранена старая кладка, которая привносит некий оттенок благородства). Арочные и круглые окна, эркеры и угловая башня придают зданию неповторимый облик. Восстановленный купол — башенка с декоративным элементом в стиле барокко и шпилем являются заключительной доминантой здания. Кованые оградки, решётки, ограждения изящных балконов, цепи, поддерживающие козырёк, решётки на окнах воссоздают облик старины.

В формах эклектики и модерна выполнены дома по улице Пушкина. Во второй половине XIX — начале XX веков на Алтае работали строительные артели из Владимирской, Костромской, Вятской губерний, этим можно объяснить обилие домовой резьбы в купеческих зданиях Барнаула. Над двухэтажным деревянным домом № 60 — остроконечная надстройка-терраса. Дом № 62 — бывший купеческий торговый дом в формах эклектики и с элементами модерна в оформлении окон первого этажа. В доме № 64 с резным аттиком и балконом когда-то располагалась аптека Э. Ф. Крюгера, немецкого предпринимателя. Дом № 66 с необычной угловой башенкой — бывшая казённая женская гимназия (открыта в 1877 году как прогимназия). В доме № 68 находилась богадельня, построенная барнаульским купцом Пуртовым ещё в 1811 году. Сейчас в здании располагается Краевая поликлиника. 

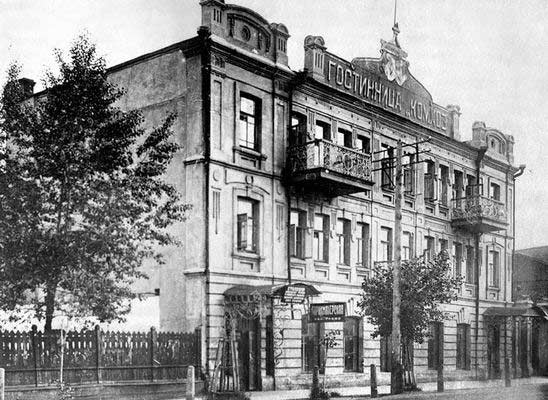
Гостиница госпожи Саас в 20-е годы

Недалеко от богадельни находилась лучшая гостиница Барнаула «Первоклассная Центральная гостиница К. П. Саас». Её строительство было закончено в мае 1908 года. Это было трёхэтажное кирпичное здание с балконами, украшенными оригинальной фигурной ковкой, с 40 меблированными номерами, электрическим освещением, ванными комнатами и телефонами. В 1920—1930-х годах в здании гостиницы Саас размещалась гостиница «Комхоз», затем — гостиница «Алтай», в конце 1970-х годов здание было разрушено, сейчас на этом месте пустырь.
В Барнауле сохранилось множество деревянных купеческих особняков. Наиболее интересным примером деревянного зодчества является Дом купцов Шадриных, построенный в конце XIX — начало XX веков, оформленный богатой резьбой. Выше по Красноармейскому проспекту находится бывшая гимназия бийской предпринимательницы М. Ф. Будкевич (построена в начале XX века). В 1912 году здание было перестроено, после чего появился двухэтажный эркер с башенкой и шпилем. Интересны ажурная декоративная резьба и наличники, пострадавшие от времени. Другие деревянные дома с резьбой сохранились на улицах Анатолия и Интернациональной. Заслуживает внимания здание Союза архитекторов на улице Анатолия, 106а и дом с остроконечным флигелем — бывший «Дом Носовича» (ул. Анатолия, 106). Соседний дом № 104 также интересен своим угловым куполом и балконом на втором этаже. В доме № 102 с беседкой располагается Дом литераторов им. В. М. Шукшина.

## Советский период

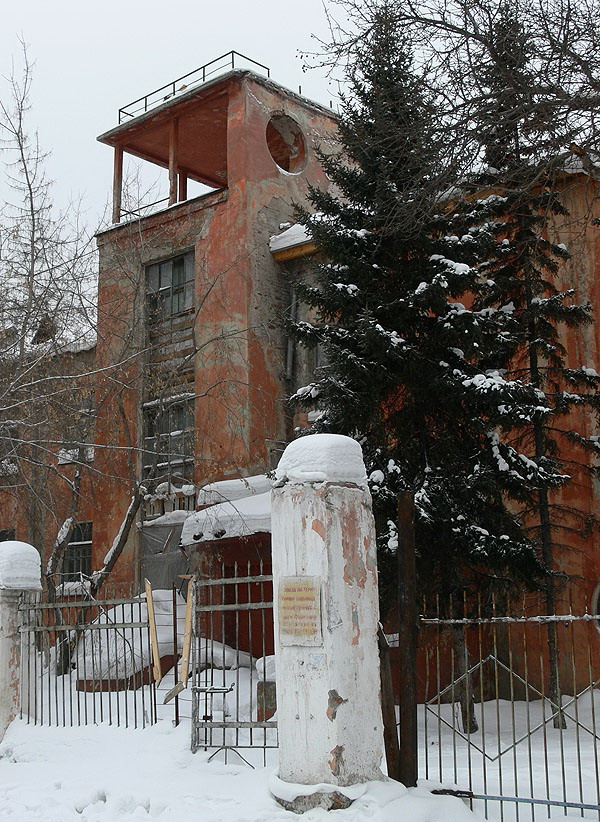
Здание в стиле конструктивизма,
пр. Комсомольский, 115

2 мая 1917 произошёл крупный пожар, уничтоживший многие деревянные постройки, украшенные выразительной домовой резьбой. Пострадали и кирпичные здания. В 1930-е годы были разрушены или перестроены большинство храмов и соборов Барнаула, поэтому первоначальный облик исторической части города не сохранился.
В 1910—1930-е годы существовал план застройки Барнаула по принципу «города-сада», где центром должна была быть идеально круглая площадь, от которой отходило бы шесть по длине симметричных радиусов — бульваров. Основными компонентами проекта — было устройство большой парковой зоны в центре города и строительство деревянных домов.
С 1930-х по 1950-е годы сформировался ансамбль центрального проспекта в городе — проспекта Ленина, который был спроектирован, в основном, ленинградскими проектными институтами. Одно из значительных зданий этого времени — «Дом под шпилем» 1953 года постройки.
Это время новых для СССР архитектурных стилей — конструктивизма и ар-деко.
Конструктивизм как стиль представлен жилым массивов меланжевого комбината, прозванный в народе «Бомбеем», госпиталь, швейная фабрика на улице Воровского и прилегающие постройки. Но в 1980-х — 1990-е годы произошло стремительное ветшание этой застройки. В упадок пришли фасады жилых домов, имевших ведомственную принадлежность.

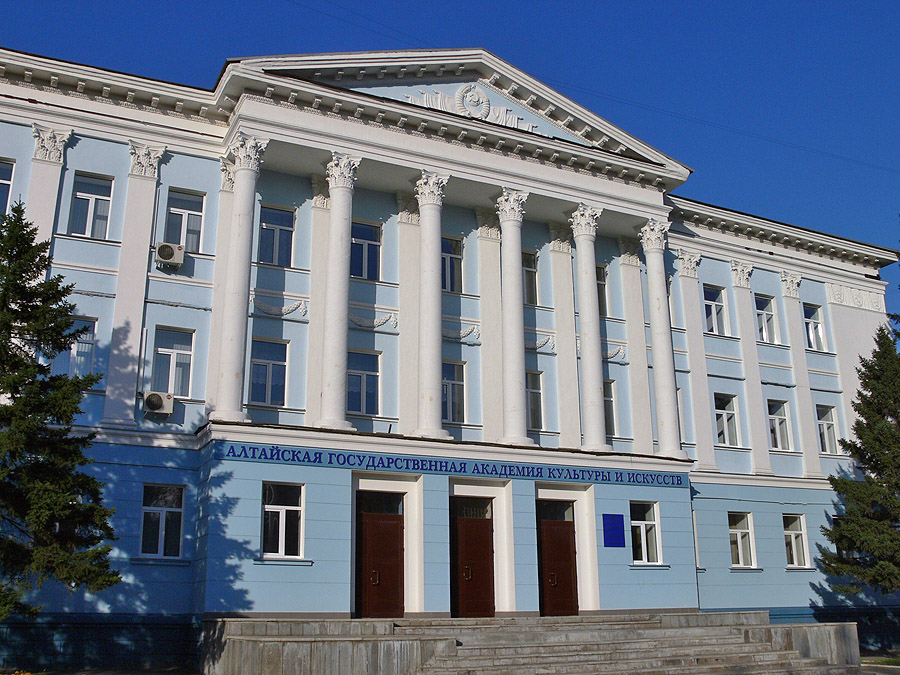
Алтайская государственная академия культуры и искусств. Пр. Ленина, 66

Постройки в стиле ар-деко долгое время относили к советской классике, что верно отчасти. Очевидно, что зодчие середины 30-х годов, переориентированные с «конструктивизма» на «классику» в директивном порядке не могли проектировать, пользуясь исключительно классическими шаблонами. Примером ар-деко в Барнауле можно назвать бывший клуб Меланжевого комбината, застройка самого Меланжевого комбината, жилой квартал по проезду 9 мая и другие.
С конца 50-х годов XX века в Барнауле, как и повсюду по стране, начали бороться с «архитектурными излишками». Смена стиля, продиктованная государством в целях экономии, привнесла двоякие последствия. С одной стороны, началось массовое строительство жилья, с другой — безликие одинаковые жилые массивы. В 60-х годах в городе появились свои Черёмушки, а в 1970-х и 1980-х годах в городе строились целые микрорайоны из различных серий 9-этажных жилых домов. Общественные сооружения этих времён также не отличаются изысканностью. В это время были построены, к примеру, такие здания как: Алтайский краевой театр драмы, Дворец зрелищ и спорта, бассейн «Обь», а также Главпочтамт, гостиница «Центральная» и «ЦУМ».

## Современная архитектура

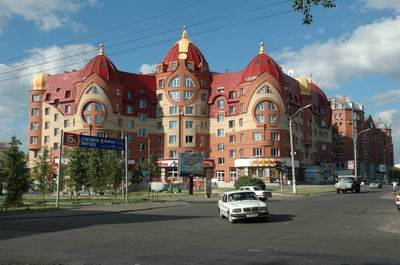
Дом «Три богатыря», пр. Ленина, 31

С середины 1990-х годов архитекторы города получили независимость, что немедленно отразилось в архитектуре — появилось множество помпезных и вычурных зданий в духе краснокирпичных купеческих особняков конца XIX века. Примерами могут служить: главный офис «Сбербанка», жилой дом с куполами, прозванный «Три богатыря». А также элитные жилые дома на Социалистическом проспекте, построенные в конце 90-х годов — самым первым и самым ярким является дом, расположенный по пр. Социалистический 38. Он находится в исторической части города поквартальной малоэтажной застройки. Характерной особенностью является — кирпичная кладка, где применяется орнаментация белого кирпича на фоне красного и комбинирование с красным кирпичом штукатурных фрагментов, окрашенных в серый цвет. Здание решено в классическом стиле с симметричным построением фасада и акцентированными углами, а также с трёхчастным членением по горизонтали. Средняя часть украшена портиками, имеется аттиковый этаж. Сочетание больших арочных окон и окон прямоугольной формы вносит разнообразие в решение фасада. Белые пластические детали чётко выделяются на фоне красных стен, что придаёт зданию торжественность и праздничность. Парадные входы подчёркнуты выступающими плоскостями и арками. Оси здания подчёркнуты куполами. Эта особенность заимствована как раз у характерных для модерна конца XIX столетия зданий. Центральный купол увенчан ротондой, дополняющий классическую композицию здания.
В последние годы строятся дома в более сдержанном стиле, учитывая местные культурные традиции и историческое наследие — заметно и влияние мировых архитектурных тенденций: постмодернизм, деконструктивизм, созданы объекты в формах неоклассицизма и неомодернизма. Широко применяются навесные вентилируемые фасады из керамогранита и алюминия.

С начала 2000-х годов Барнаул один из первых городов в Сибири начал застраиваться высотными зданиями, которые формируют его неповторимый облик, так называемый «скайлайн». Основные «высотки» построены между Красноармейским проспектом и проспектом Ленина, а также в районе Комсомольского проспекта. В 2003 году завершено строительство 15-этажного дома на Социалистическом проспекте (за бассейном «Обь»), прозванного в народе за близость к «воде» и круглые окна-иллюминаторы «Титаником». Недалеко от «Титаника» — на улице Папанинцев напротив клуба «Зебра» — компания «Горизонт» построила 16-этажный жилой дом с округлым фасадом из коричневого стекла. Спроектирован он бийскими архитекторами Евгением Тоскиным и Яном Рогино, а в 2001 году отмечен жюри регионального смотра-конкурса «Золотая капитель». 

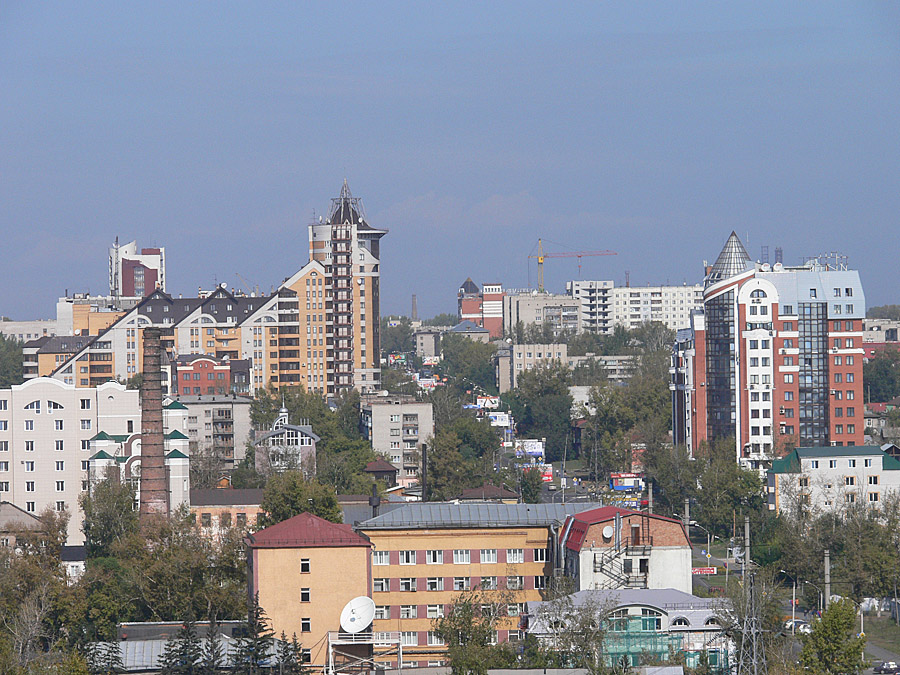
Высотки на Комсомольском проспекте

Там, где с Социалистическим проспектом пересекается улица Партизанская, построено здание краевой налоговой инспекции силами «Стройгаза» по проекту Владимира Бутакова и Владимира Золотова. На пересечении проспекта Ленина с улицей Профинтерна в 2004 году сдана оригинальная тринадцатиэтажка по проекту архитектора Ли Джи-дзуна. Первое в Барнауле сооружение с круглой ротондой появилось в 2003 году благодаря архитектору Владимиру Золотову и строительной компании «Жилищная инициатива». На пересечении проспекта Комсомольского с улицей Анатолия в 2002 году сдан 12-этажный жилой, в 2005 году 16-этажный жилой дом у юридического института, оба спроектированы Евгенией Реутовой в эклектическом стиле. В конце 2007 года построен первый 25-этажный жилой дом в Сибири на пересечении улицы Папанинцев и Красноармейского проспекта, возводившегося с 2003 года компанией Горизонт. Это жилой комплекс «Анастасия» высотой 86 метров.

## Религиозные сооружения
До 30-х годов XX века в Барнауле насчитывалось 16 христианских храмов. Были разрушены или перестроены под другие нужды: белокаменный барочный Петропавловский собор, церкви во имя святых Дмитрия Ростовского и Иоанна Крестителя, Знаменская, Троицкая, Одигитриевская, кладбищенская церковь Иоанна Предтечи (в Нагорной части) и другие. Были разгромлены лютеранская и католическая церковь, мусульманская мечеть и еврейская синагога. Почти не пострадал лишь Покровский кафедральный собор, построенный в 1904 году. Потерявшие свой первоначальный облик — Знаменская церковь (1859) и Храм Димитрия Ростовского (1831). Никольская церковь (1906) к своему 100-летию приобрела практически первозданный вид. В 1990-е годы был построен Богоявленский крестильный храм Александро-Невского собора. В последние годы были построены или воссозданы часовни на проспекте Ленина (Владимирская и Александра Невского), ведётся строительство ряда храмов. В 2006 году состоялась закладка камня храма Иоанна Предтечи на месте разрушенного.
В 2004 году мусульманами города была открыта Соборная мечеть и библиотека с книгами на арабском и русском языках. А в ноябре 2006 года был освящён храм Армянской апостольской церкви.
См. также список Храмы Барнаула.

## Памятники архитектуры федерального значения
Список памятников архитектуры федерального значения:
| Историческое наименование | Архитектор                                              | Адрес                  | Примечание                   |
| --- | ------------------------------------------------------- | ---------------------- | ---------------------------- |
| Дом Яковлева и Полякова, 1912 год |                                                         | ул. Короленко, 50      |                              |
| Дом Шадрина (дер.), конец XIX — начало XX веков |                                                         | пр. Красноармейский, 8 |                              |
| Здание гостиницы «Империал» (дер.), 1916 год |                                                         | ул. Малая Олонская, 28 | не сохранилось               |
| Ансамбль горнозаводской Демидовской площади, 1819—1862 годы - Горный (заводской) госпиталь, 1810—1845 годы - Богадельня заводская, 1830—1840 годы - Церковь Дмитрия Ростовского, 1833—1840 годы - Горное училище, 1828—1861 годы - Обелиск в честь 100-летия горного производства на Алтае, 1825—1839 годы                                                              | Молчанов А. И., Иванов Л. И., Попов Я. Н.               | Демидовская площадь    |                              |
| Комплекс сооружений сереброплавильного завода, конец XVIII — начало XIX веков - Первая плавильная фабрика, 1820—1830 годы - Рудоприёмная контора (башня), последняя треть XVIII века - Кузница, XVIII век - Вторая плавильная фабрика, 1810—1830 годы - Заводская ограда с воротами, XIX век - Плотина на реке Барнаулке, 1739 год - Обжигательная фабрика, 1780-е годы | Фролов П. К., Молчанов А. И., Иванов Л. И., Попов Я. Н. | ул. Ползунова, 37      | комплекс сохранился частично |
| Здание инструментального магазина, 1819—1824 годы | Молчанов А. И, Попов Я. Н.                              | ул. Ползунова, 39      |                              |
| Здание канцелярии Колывано-Воскресенского завода, конец XVIII века | Молчанов А.И, Попов Я. Н.                               | ул. Ползунова, 41      |                              |
| Здание горной аптеки, 1794, 1844 | Молчанов А.И, Попов Я. Н.                               | ул. Ползунова, 42      |                              |
| Здание горной лаборатории, 1844—1851 годы | Евреинов, Попов Я. Н., Злобин И.М                       | ул. Ползунова, 46      | реконструкция в 1913 году    |
| Дом жилой (дом А. А. Лесневского) (дер.), 1907 |                                                         | ул. Ползунова, 56      | утрачен первоначальный облик |